# Скафи
Скафи (грч. Σκάφη) је насељено место у општини Кожани у периферији Западна Македонија, Грчка. Према попису из 2021. године било је 3 становника.
Према бугарском географу и историчару, Василу Канчову, у Скафију је 1900. године живело 206 Турака. Године 1923. турско становништво је принудно исељено у Турску а на њихово место су насељене караманлијске избегличке породице, којих је на попису из 1928. године било 188. Село се раније звало Јукуз Ова.